# Alondra Bentley
Alondra Bentley (Lancaster, 25 de gener de 1983) és una cantant folk pop espanyola d'origen britànic. De mare anglesa i pare espanyol, va néixer i va viure els seus primers anys en Lancaster, mudant-se després a Múrcia..

## Biografia
Bentley va néixer el 25 de gener de 1983 en la localitat britànica de Lancaster, i als quatre o cinc anys es va mudar amb la seva família a Múrcia, on va créixer en un ambient amb gran influència musical.

### Inicis musicals
Les seves primeres maquetes les va signar amb el pseudònim de Ladybird l'any 2003. Sota aquest nom la van conèixer els germans José i Andrés Perelló, integrants del grup heavy Clom, i que volien començar un projecte més pop. Al costat d'Alondra, Juan Pedro Gálvez (Irasshai) i Luis José Argemí van fundar First Aid, que va acabar sent un grup efímer, l'únic moment del qual ressenyable va ser arribar a la final, en la modalitat pop-rock, del concurs murcià per a joves promeses Creajoven 2004.

### Primers èxits
Tan sols un any després, ja amb el cognom matern, Alondra va vèncer en aquest mateix certamen, el Creajoven, en la categoria cantautors. Va ser la victòria en aquest concurs el recolzament que calia per a dedicar-se decididament a la carrera en solitari.
En 2006, en el concurs de nous talents de la Sala Stereo, Stereo Live!, va ser una dels tres finalistes, al costat de Playmovil (guanyadors) i Stefunny 6.
Al costat dels també murcians Klaus & Kinski, va assolir les semifinals del Proyecto Demo 2008, organitzat pel FIB Heineken, Radio 3 i MTV España.
El 14 de setembre de 2008 va ser cap de cartell del Festival Independent de Cañada a Cañada de la Cruz, localitat murciana on va compartir escenari amb Playmovil, Stefunny 6, Cap, Yumalla, Diverxión i Winnie de Punk.

### Edició del primer àlbum
Quatre anys després de llançar-se a compondre en solitari va editar el seu debut. Ashfield Avenue és el títol del seu primer àlbum en solitari, publicat al març de 2009. Gravat al novembre de 2008 a l'estudi de Paco Loco, va comptar amb la producció de César Verdú i els arranjaments de Joserra Senperena (La Buena Vida), el disc està dedicat a la seva mare, morta mesos abans de la seva sortida a la venda. El títol fa referència al carrer on vivien els seus pares en Lancaster quan ella va néixer: "És on vivia a Lancaster. Ho vaig triar per això i pel seu significat: l'avinguda del prat de cendres". Bentley va comptar amb la col·laboració de nombrosos amics en la gravació, com Isobel Knowles (Architecture in Helsinki), Fino Oyonarte, Joaquín Pascual (Surfin' Bichos), Xema Fuertes (Ciudadano), The Ladybug Transistor, Muni Camón, Vicente Pigmy Macía o Xel Pereda.
Durant 2009 va participar en multitud de festivals musicals, com el Primavera Sound de Barcelona (maig), La Mar de Músicas, a Cartagena, compartint amb Lidia Damunt i Laura More l’escenari "Nosotras somos de aquí"; el F.M. Pop a Lucena (Córdoba) (11 de julio); el Sonorama a Aranda de Duero; el Festival de Músicas Alternativas (o Festival Octubre) d’Aiora; i el Vandia, festival de veus femenines organitzat pel col·lectiu Laika a Valladolid.
També va participar en les celebracions del Dia de la Música convocades per Heineken, tant en l'elaboració d'una versió de "Crazy" de Gnarls Barkley al costat de Templeton, com al concert que organitzaren a Barcelona. Va actuar com a telonera de grups internacionals com Elvis Perkins in Dearland, i va participar en el concert homenatge a Nick Drake organitzat per la Sala Galileo Galilei en el 40 aniversari del seu primer àlbum.
Va participar en la tercera edició del festival SOS 4.8, en el qual el cap de cartell corresponia a Franz Ferdinand.

## Acompanyants
Bentley es fa acompanyar, a vegades, de músics de suport com Caio Bellvesser (contrabaix, piano), Xema Fuertes (guitarra, banjo i timple) i Pepe Andreu (trompeta i fiscorn)

## Discografia
- 2018: Solar System (mont ventoux).
- 2015: Resolutions  (Gran Derby Records).[31]
- 2012: The Garden Room  (Gran Derby Records).
- 2009: Sings for children, It’s holidays (Gran Derby Records).
- 2009: Ashfield Avenue (Absolute Beginners Records).

### Col·laboracions
- 2009: "Crazy", amb Templeton pel Dia de la Música Heineken.
- 2005: Creajoven 05.[32]

### Vídeos musicals
- "I Feel Alive".[33]
- "Still Be There".[33]
- "Don´t worry Daddy"[34]

## Influències
Bentley va iniciar la seva carrera dins de l'ona de cantautoras folk que es va donar en Espanya entre 2008 i 2009, i que incloïa, entre d'altres, a Russian Red, Anni B Sweet, La Bien Querida o Zahara. Segons evidencia Angèle Leciel, "trobem referències clares i directes a Ainara LeGardon en els temes més folk americana o més foscos (com ‘Meltdown’, ‘Star for Mummy’ o la melancòlica ‘Still Be There’) o a Aroah en el costat més pop (’Shine’ o ‘I Feel Alive’)." David Saavedra, per la seva part, la compara amb Vashti Bunyan, igual que Eduardo Guillot, qui afegeix dos noms, Karen Dalton i Jolie Holland. Altres nom que apareixen són Joni Mitchell, Nina Simone, Judy Garland, Judy Collins o Nick Drake.

## Premis i reconeixements
El seu àlbum debut, Ashfield Avenue, va ser triat del millors de l'any 2009 per Indienauta, Indiespot i Mondo Sonoro.
Així mateix, la cançó "Star for Mummy" va aparèixer en la llista de les millors de 2009 de Indienauta.
Indienauta va completar el seu reconeixement a l'artista murciana en incloure-la entre els millors directes de l'any, gràcies al seu concert en el Festival Octubre.